# Șasa, Sălaj
Șasa (în maghiară Sasfalu) este un sat în comuna Ileanda din județul Sălaj, Transilvania, România.

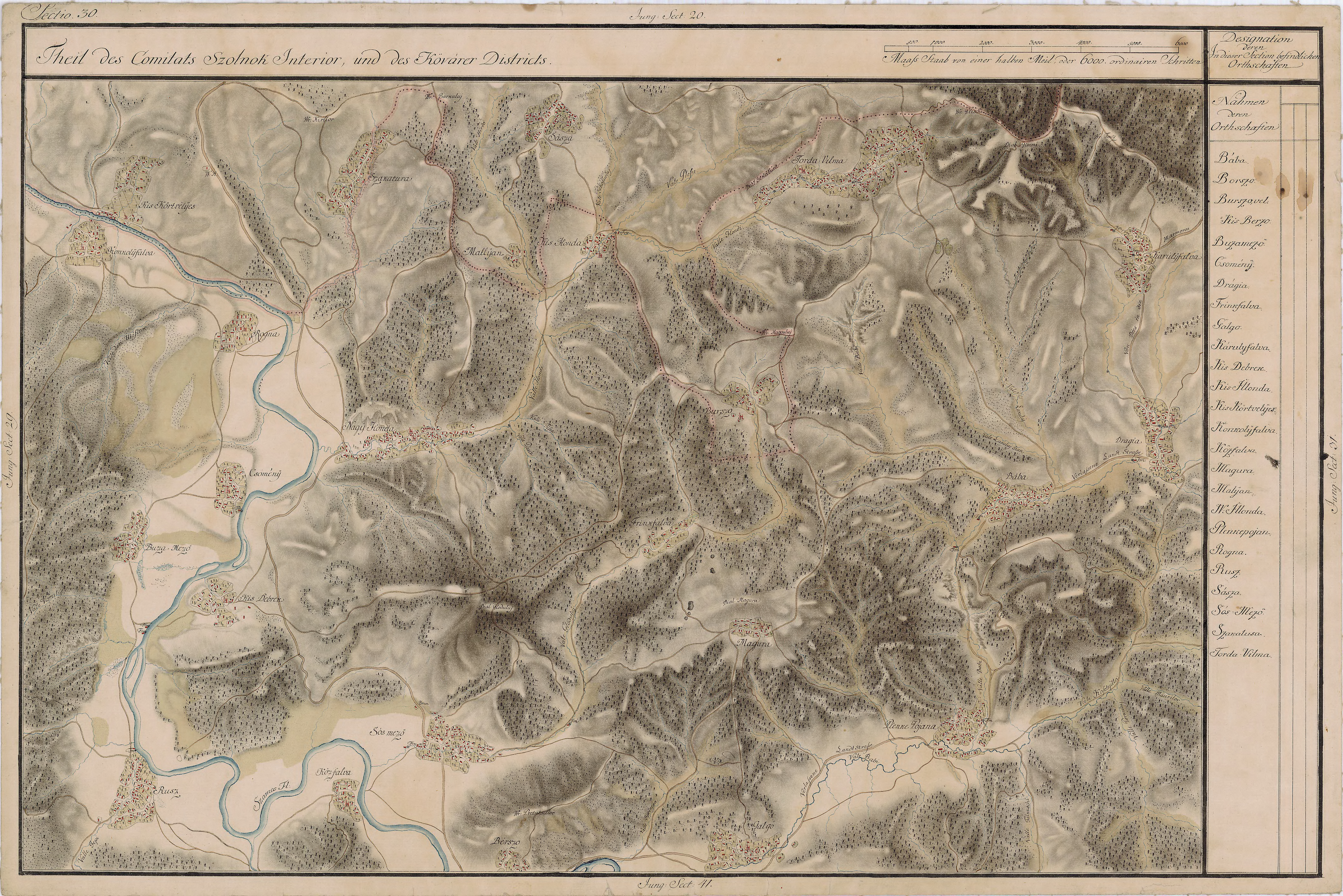
Şasa în Harta Iosefină a Transilvaniei, 1769-1773